# Mercedes-Benz klasy C Coupe
Mercedes-Benz klasy C Coupe – samochód sportowy klasy średniej produkowany pod niemiecką marką Mercedes-Benz w latach 2011 – 2023.

## Pierwsza generacja

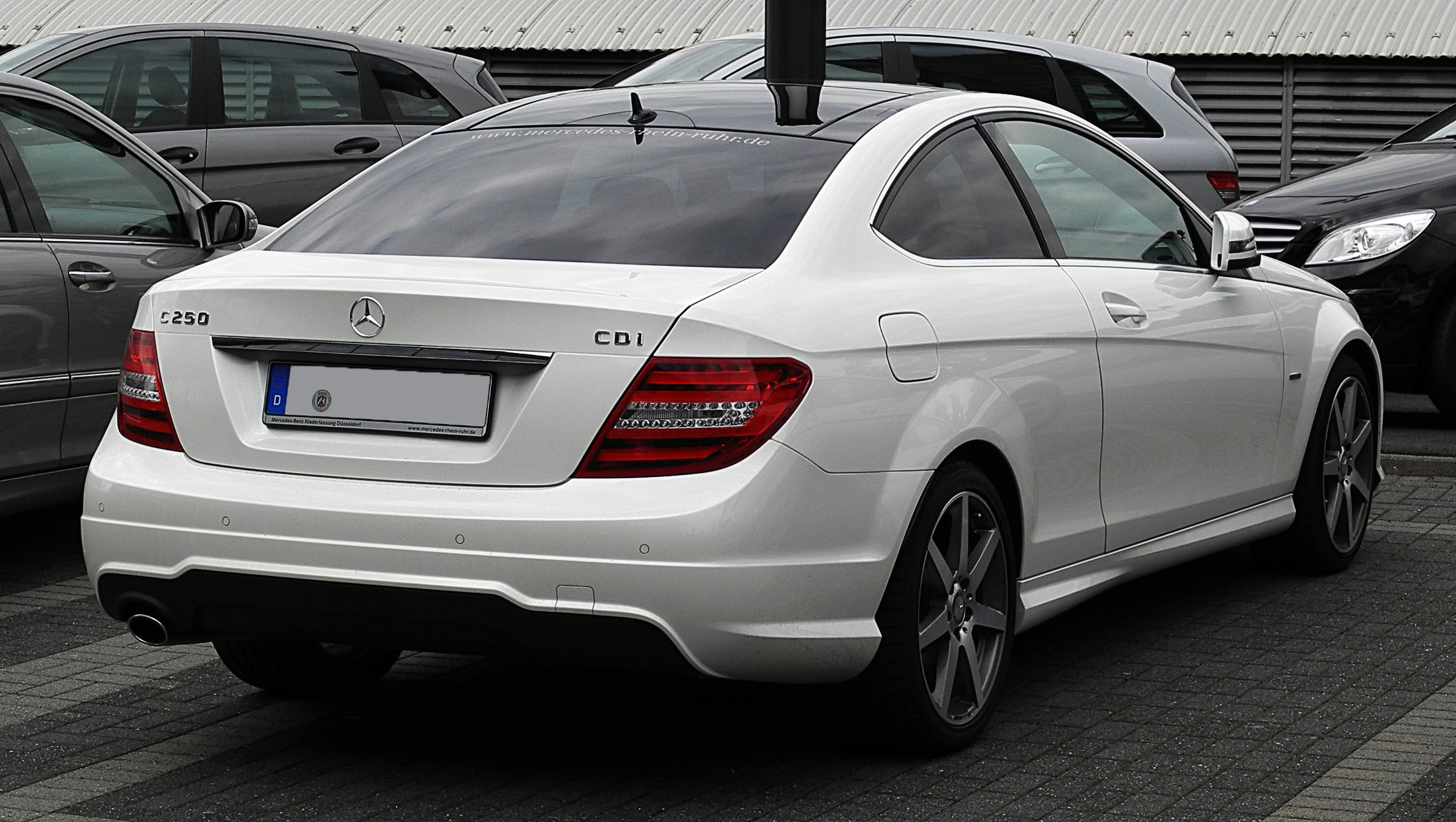
Mercedes-Benz klasy C Coupe I (C204) - tył

Mercedes-Benz klasy C Coupe I zostało zaprezentowane po raz pierwszy w 2011 roku.
Sportowa odmiana Klasy C zadebiutowała dopiero 4 lata po premierze bazowego modelu, w 2011 roku przy okazji gruntownej modernizacji. Samochód, konkurując z Audi A5 i BMW serii 3 Coupe pełniło rolę jednocześnie sportowej alternatywy dla odmiany sedan. Samochód wyróżniał się bardziej pochyłą linią dachu i niższym nadwoziem. Klasę C Coupe produkowano jeszcze rok po prezentacji nowego modelu w wersji sedan, aż jego gama rozrosła się o coupe w 2015 roku.

## Druga generacja

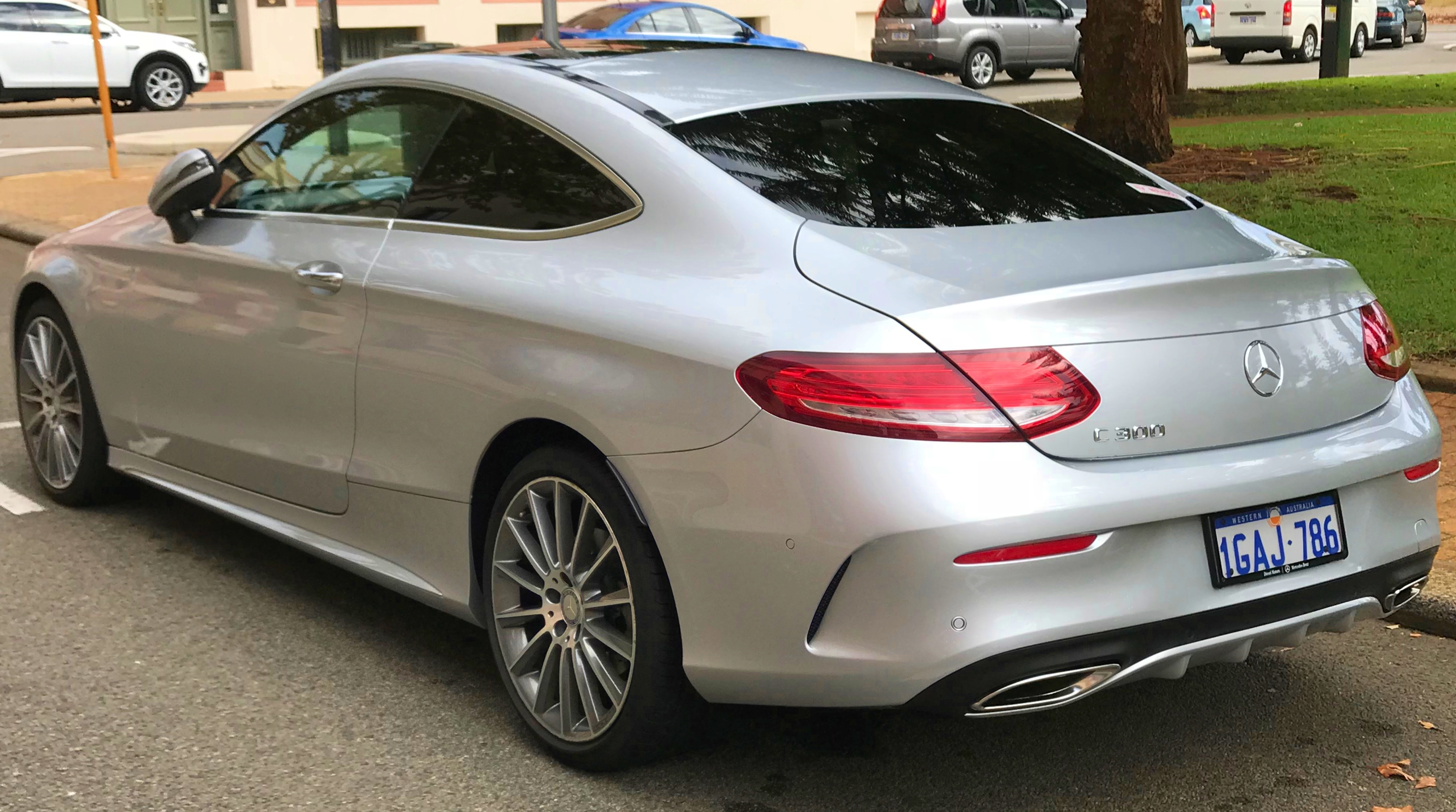
Mercedes-Benz klasy C Coupe II (C205) - tył

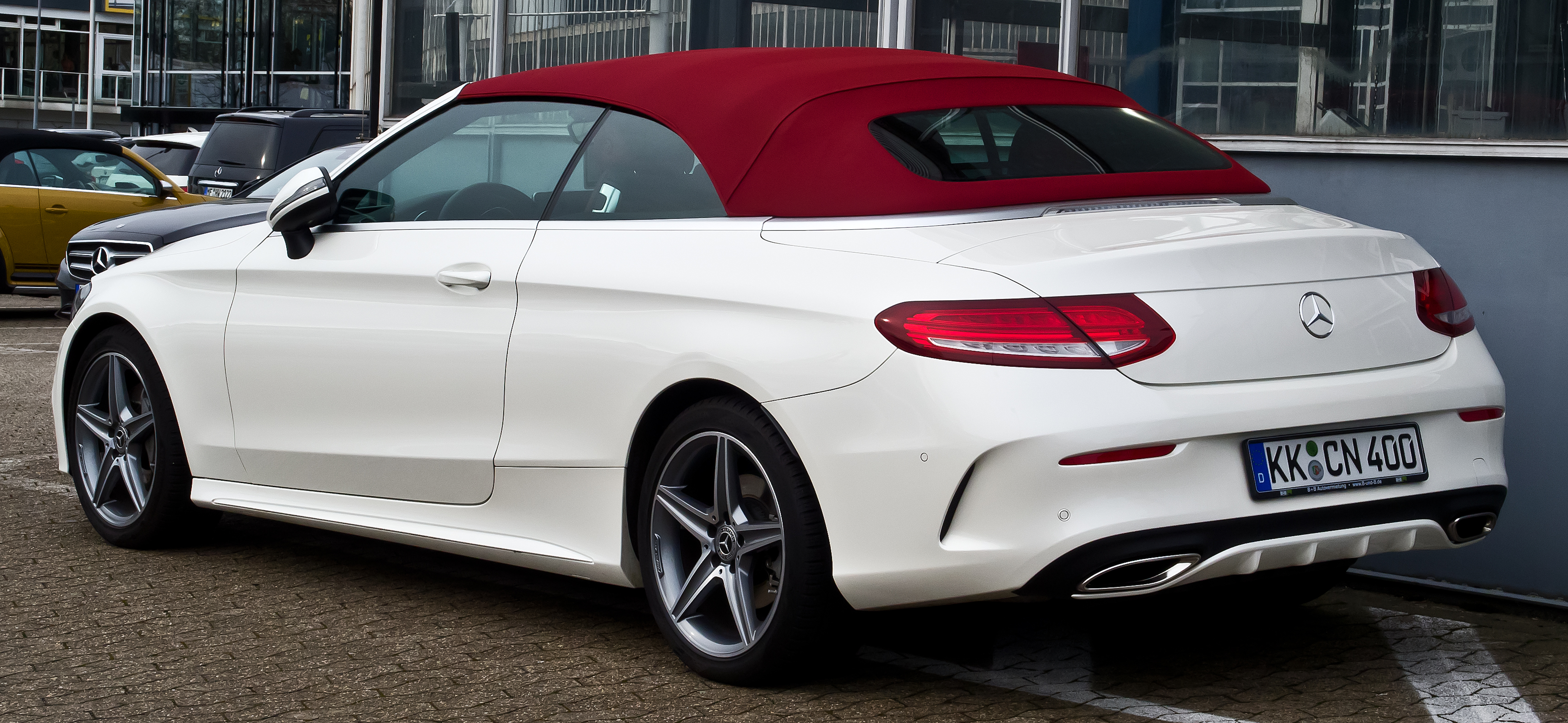
Mercedes-Benz klasy C Cabriolet (A205)

Mercedes-Benz klasy C Coupe/Cabriolet II zostało zaprezentowane po raz pierwszy w 2015 roku.
Drugie wcielenie Klasy C Coupe zadebiutowało rok po premierze bazowego modelu, w sierpniu 2015 roku zastępując produkowanego 4 lata poprzednika. Samochód, konkurując z Audi A5 i BMW serii 4 pełni rolę jednocześnie sportowej alternatywy dla odmiany sedan. Samochód wyróżniał się bardziej pochyłą linią dachu i niższym nadwoziem. 

### Kabriolet
Gama modelowa po raz pierwszy została wzbogacona także o kabriolet z miękkim składanym dachem.